# Passou
Passou (em inglês '‎All of This Is Gone') é um filme brasileiro do gênero drama de 2020, escrito e dirigido por Felipe André Silva. O filme teve sua estreia mundial no Festival Ecrã. O projeto foi gravado em apenas uma locação no Recife, Pernambuco. Pouco tempo antes, o diretor também lançou o premiado curta-metragem Cinema Contemporâneo.

## Sinopse
Fábio amava Pedro, que sentia algo por Carlos, que não sabia o que esperar de Fábio. Agora tudo isso já passou e não há porque olhar para trás.